# Skarlát mézevő
A skarlát mézevő (Myzomela sanguinolenta) a madarak osztályának verébalakúak (Passeriformes) rendjébe és a mézevőfélék (Meliphagidae) családjába tartozó faj.

## Előfordulása
Ausztrália keleti, parti részein honos. Vízközeli élőhelyek, nyitott erdők, esőerdők lakója, de megtalálható városokban, kertekben és parkokban is.

## Alfajai
- Myzomela sanguinolenta dibapha

## Megjelenése
Testhossza 9-11 centiméter, testtömege 8 gramm. A hím tollazata élénkvörös és fekete, a tojó és a fiatalok tompa barnás színűek.
|  |  |

## Életmódja
Tápláléka főleg nektárból áll, de néha a gyümölcsöket és rovarokat is fogyaszt.

## Szaporodása
Szaporodási időszaka júliustól januárig tart. Felfüggesztett, csésze alakú fészket készít. Fészekalja 2-3 tojásból áll, melyen a tojó kotlik 12 napig, a fiókák felnevelésében a hím is részt vesz, ami még 12 napot vesz igénybe.

## Külső hivatkozások
- Képek az interneten a fajról
- Internet Bird Collection - videók a fajról